# The Best of Sugarhill Gang: Rapper’s Delight
The Best of Sugarhill Gang: Rapper’s Delight – album kompilacyjny zespołu The Sugarhill Gang wydany w lipcu 1996 przez Rhino Records.

## Lista utworów
1. Rapper’s Delight – 14:23
2. Hot Hot Summer Day
3. 8th Wonder
4. Showdown
5. Apache – 6:09
6. The Lover In You
7. The Word Is Out
8. Kick It Live From 9 To 5
9. Livin' In The Fast Lane
10. Girls
11. Work, Work, The Body